# 명목척도
명목척도는 자료(data)의 측정 수준(level)에 따라 통계에 이용해야 할 요약 통계량이나 통계 검정법중에서 분류자료(질적자료)를 위한  명명의 방법으로 사용되는 척도이다.
명목척도의 명명의 방법은  전통적인 방법으로  명명의 대상의 고유성을 주되게 나타내는 방법이다.
예를 들면  전화번호, 성별, 이름,주소등이 있다.
따라서, 순서나 사칙연산의 개념이 불필요하거나 없다.
즉, 불가산 집합이다.

## 측정 수준 이론
스탠리 스미스 스티븐스(Stanley Smith Stevens)은  통계학에서 사용할 수 있는 4 레벨(level)의 측정 수준 이론(Level of measurement 또는 scale of measure)을 개발하고 제안한바있다.
| 측정수준 | 척도                     | 성질           | 예             | 연산                |
| -------- | ------------------------ | -------------- | -------------- | ------------------- |
| 분류     | 명목척도(nominal scale)  | 고유함         | 전화번호,주소  | 비가산 집합         |
| 분류     | 순서척도(ordinal scale)  | 순서           | 순위, 서열     | 비가산 집합         |
| 수량     | 구간척도(interval scale) | 순서, 간격     | 온도, 지능지수 | 사칙연산중 가산가능 |
| 수량     | 비율척도(ratio scale)    | 순서,간격,비율 | 자연수,몸무게  | 사칙연산 가능       |

## 정량,정성
| 질적 자료(분류 자료)- 수치로 측정이 불가능한 자료 | 명목척도： 단순한 번호로 차례의 의미는 없다. (예: 전화번호, 등번호, 성별, 혈액형, 주소 등.) 순서척도(서열척도)： 순서가 의미를 가지는 번호. (예: 계급, 순위, 등급 등.)                                                            |
| 양적 자료(수량 자료)-계량화가 가능한 자료         | 구간척도： 순서뿐만 아니라 그 간격에도 의미가 있으나, 0에 절대적인 의미는 없다. (예: 온도, 지능지수 등.) 비율척도： 0을 기준으로 하는 절대적 척도로, 간격뿐만이 아니라 비율에도 의미가 있다. (예: 절대온도, 금액, 몸무게, 키 등.) |

## 같이 보기
- 통계 용어
- 집합
- 리커트 척도